# Карийци
Карийците (на старогръцки: Κᾶρες) са етническа група, населявала в Античността областта Кария в югозападна Мала Азия.
Хетски източници от края на XIV век пр. Хр. говорят за Каркия или Каркиса, но идентификацията на този топоним с Кария не е твърдо установена. Сигурни сведения за карийците се появяват в началото на I хилядолетие пр. Хр. – в „Илиада“, в Библията и източници от Египет и Нубия. Карийците говорят на карийски език, който е анатолийски език, близък до лувийския.
Карийците вероятно произлизат от Цикладските острови, откъдето са принудени да мигрират към югозападна Мала Азия от експанзията на микенските гърци през II хилядолетие пр. н.е. Според Херодот, по времето когато карийците живеели на егейските острови и били доминирани от минойците, те били познати под името „лелеги“. Също така те били първите, които почнали да украсяват щитовете си и им поставили дръжки, както и пера на шлемовете си. 
Към началото на I хилядолетие пр. н.е. карийците вече са развили своеобразна култура, а за първи път са споменати през VII век пр.н.е. като наемници, сражаващи се на страната на Египет. Още по това време те са силно повлияни от древногръцката култура както чрез търговски контакти така и чрез гръцките търговски колонии по карийските брегове. През по-голямата част от своята история карийците са доминирани от лидийците, но около 546 г. пр.н.е. са включени в пределите на Персийската империя. По времето, когато са завладени от Александър Велики, те вече са напълно елинизирани и неразличими от йонийските гърци. Скоро след това терминът „карийци“ изчезва от изворите.
Няколко антични топонима в района са основа на предположения за съществуване на карийски колонии в западното Черноморие преди Великата гръцка колонизация.